# یوراکتائو (شهرستان استرلیتاماکسکی، باشقیرستان)
یوراکتائو (انگلیسی: Yuraktau, Sterlitamaksky District, Republic of Bashkortostan) یک شهرک در شهرستان استرلیتاماکسکی استان باشقیرستان کشور روسیه است.